# Tōkyū Ōimachi-Linie
| Triebzug der Baureihe 6000 auf der Ōimachi-Linie |                   |                                  |                                  |
| Streckenlänge: | 12,4 km           |                                  |                                  |
| Spurweite: | 1067 mm (Kapspur) |                                  |                                  |
| Stromsystem: | 1500 V =          |                                  |                                  |
| Streckengeschwindigkeit: | 95 km/h           |                                  |                                  |
| Zweigleisigkeit: | ganze Strecke     |                                  |                                  |
| |                   |                                  |                                  |
| Gesellschaft: | Tōkyū Dentetsu    |                                  |                                  |
| \| \| \| ↑ Rinkai-Linie \| 2002– \| \| \| \| ↔ Keihin-Tōhoku-Linie \| 1914– \| \| \| 0,0 \| Ōimachi (大井町) \| 1927– \| \| \| \| \| \| \| \| 0,8 \| Shimo-Shinmei (下神明) \| 1927– \| \| \| \| ↔ Yokosuka-Linie \| 1872– \| \| \| \| ↔ Tōkaidō-Shinkansen \| 1964– \| \| \| 1.5 \| Togoshi-kōen (戸越公園) \| 1927– \| \| \| 2,1 \| Nakanobu (中延) \| 1927– \| \| \| 2,7 \| Ebaramachi (荏原町) \| 1927– \| \| \| \| ↔ Tōkyū Ikegami-Linie \| 1927– \| \| \| 3,2 \| Hatanodai (旗の台) \| 1927– \| \| \| 4,0 \| Kita-Senzoku (北千束) \| 1928– \| \| \| \| \| \| \| \| \| \| \| \| \| \| ← Tōkyū Meguro-Linie \| 1923– \| \| \| \| \| \| \| \| 4,3 \| Ōokayama (大岡山) \| 1923– \| \| \| \| \| \| \| \| \| \| \| \| \| \| → Tōkyū Meguro-Linie \| 1927– \| \| \| 5,3 \| Midorigaoka (緑が丘) \| 1929– \| \| \| \| ↔ Tōkyū Tōyoko-Linie \| 1927– \| \| \| 6,3 \| Jiyūgaoka (自由が丘) \| 1927– \| \| \| \| Depot Jiyūgaoka \| \| \| \| 7,1 \| Kuhombutsu (九品仏) \| 1929– \| \| \| 7,8 \| Oyamadai (尾山台) \| 1930– \| \| \| 8,3 \| Todoroki (等々力) \| 1929– \| \| \| 9,2 \| Kaminoge (上野毛) \| 1929– \| \| \| \| ← Tōkyū Den’entoshi-Linie \| 1977– \| \| \| 10,4 \| Futako-Tamagawa (二子玉川) \| 1929– \| \| \| \| Tama-gawa \| \| \| \| 11,1 \| Futako-Shinchi (二子新地) \| Futako-Shinchi (二子新地) \| \| \| 11,7 \| Takatsu (高津) \| Takatsu (高津) \| \| \| 12,4 \| Mizonokuchi (溝の口) \| 1929– \| \| \| \| Musashi-Mizonokuchi (武蔵溝ノ口) \| \| \| \| \| ↔ Nambu-Linie \| 1927– \| \| \| \| ↓ Tōkyū Den’entoshi-Linie \| 1966– \| |                   |                                  |                                  |
| Strecke (im Tunnel) |                   | ↑ Rinkai-Linie                   | 2002–                            |
| Strecke quer · Strecke quer · Kreuzung mit oberirdischer Strecke (im Tunnel) |                   | ↔ Keihin-Tōhoku-Linie            | 1914–                            |
| | 0,0               | Ōimachi (大井町)                 | 1927–                            |
| Strecke quer (im Tunnel) · Kreuzung mit Tunnelstrecke · Strecke nach rechts (im Tunnel) |                   |                                  |                                  |
| Haltepunkt / Haltestelle | 0,8               | Shimo-Shinmei (下神明)           | 1927–                            |
| Kreuzung geradeaus oben |                   | ↔ Yokosuka-Linie                 | 1872–                            |
| Kreuzung geradeaus unten |                   | ↔ Tōkaidō-Shinkansen             | 1964–                            |
| Haltepunkt / Haltestelle | 1.5               | Togoshi-kōen (戸越公園)          | 1927–                            |
| Bahnhof | 2,1               | Nakanobu (中延)                  | 1927–                            |
| Haltepunkt / Haltestelle | 2,7               | Ebaramachi (荏原町)              | 1927–                            |
| Strecke |                   | ↔ Tōkyū Ikegami-Linie            | 1927–                            |
| Strecke quer · Turmbahnhof geradeaus oben · Strecke quer | 3,2               | Hatanodai (旗の台)               | 1927–                            |
| Haltepunkt / Haltestelle | 4,0               | Kita-Senzoku (北千束)            | 1928–                            |
| |                   |                                  |                                  |
| Strecke (außer Betrieb) · Tunnelanfang |                   |                                  |                                  |
| Kreuzung (Strecke geradeaus außer Betrieb) · Kreuzung mit oberirdischer Strecke (im Tunnel) · Strecke von rechts |                   | ← Tōkyū Meguro-Linie             | 1923–                            |
| Abzweig geradeaus und von rechts (Strecke außer Betrieb) · Strecke (im Tunnel) · Tunnelanfang |                   |                                  |                                  |
| Bahnhof (Strecke außer Betrieb) | 4,3               | Ōokayama (大岡山)                | 1923–                            |
| Strecke (außer Betrieb) · Tunnelende · Tunnelende |                   |                                  |                                  |
| Strecke (außer Betrieb) |                   |                                  |                                  |
| Strecke nach links (außer Betrieb) · Kreuzung (Querstrecke außer Betrieb) · Abzweig ehemals quer und nach links |                   | → Tōkyū Meguro-Linie             | 1927–                            |
| Bahnhof | 5,3               | Midorigaoka (緑が丘)             | 1929–                            |
| Strecke |                   | ↔ Tōkyū Tōyoko-Linie             | 1927–                            |
| Strecke quer · Turmbahnhof geradeaus unten · Strecke quer | 6,3               | Jiyūgaoka (自由が丘)             | 1927–                            |
| Abzweig geradeaus und ehemals nach links · Betriebsstelle Streckenende und quer (Strecke außer Betrieb) |                   | Depot Jiyūgaoka                  | Depot Jiyūgaoka                  |
| Haltepunkt / Haltestelle | 7,1               | Kuhombutsu (九品仏)              | 1929–                            |
| Haltepunkt / Haltestelle | 7,8               | Oyamadai (尾山台)                | 1930–                            |
| Haltepunkt / Haltestelle | 8,3               | Todoroki (等々力)                | 1929–                            |
| Haltepunkt / Haltestelle | 9,2               | Kaminoge (上野毛)                | 1929–                            |
| Abzweig geradeaus und von rechts |                   | ← Tōkyū Den’entoshi-Linie        | 1977–                            |
| Bahnhof | 10,4              | Futako-Tamagawa (二子玉川)       | 1929–                            |
| Brücke über Wasserlauf |                   | Tama-gawa                        | Tama-gawa                        |
| Haltepunkt / Haltestelle | 11,1              | Futako-Shinchi (二子新地)        | Futako-Shinchi (二子新地)        |
| Haltepunkt / Haltestelle | 11,7              | Takatsu (高津)                   | Takatsu (高津)                   |
| Bahnhof | 12,4              | Mizonokuchi (溝の口)             | 1929–                            |
| Kreuzung geradeaus oben · Bahnhof quer |                   | Musashi-Mizonokuchi (武蔵溝ノ口) | Musashi-Mizonokuchi (武蔵溝ノ口) |
| Strecke |                   | ↔ Nambu-Linie                    | 1927–                            |
| Strecke |                   | ↓ Tōkyū Den’entoshi-Linie        | 1966–                            |

Die Tōkyū Ōimachi-Linie (jap. 東急大井町線, Tōkyū Ōimachi-sen) ist eine Eisenbahnstrecke auf der japanischen Insel Honshū, die von der Bahngesellschaft Tōkyū Dentetsu betrieben wird. Sie verbindet mehrere Bezirke im Süden Tokios und den westlichen Teil der Stadt Kawasaki miteinander. Außerdem bildet sie eine Ost-West-Querverbindung im ansonsten von Norden nach Süden ausgerichteten Tōkyū-Streckennetz.

## Streckenbeschreibung
Die 12,4 km lange Strecke ist in Kapspur (1067 mm) verlegt und mit 1500 V Gleichspannung elektrifiziert. Sie ist durchgehend zweigleisig ausgebaut; außerdem besteht am westlichen Ende der Linie ein viergleisiger Abschnitt von zwei Kilometern Länge, der mit der Tōkyū Den’entoshi-Linie geteilt wird. Es werden 16 Bahnhöfe bedient (einschließlich Endbahnhöfe). die zulässige Höchstgeschwindigkeit beträgt 95 km/h.
Östlicher Ausgangspunkt ist der Bahnhof Ōimachi, wo der zweigleisige Hochbahnhof der Ōimachi-Linie rechtwinklig zur Tōkaidō-Hauptlinie und zur Keihin-Tōhoku-Linie steht. Anschließend unter- bzw. überquert die weitgehend auf einem Viadukt befindliche Trasse die Yokosuka-Linie und die Tōkaidō-Shinkansen. Im Turmbahnhof Hatanodai erfolgt die Kreuzung mit der Tōkyū Ikegami-Linie. Der viergleisige Tunnelbahnhof Ōokayama ermöglicht das Umsteigen zur Tōkyū Meguro-Linie, während Jiyūgaoka – ein weiterer Turmbahnhof – einen Übergang zur Tōkyū Tōyoko-Linie bietet. Ab Futako-Tamagawa folgt die Ōimachi-Linie der Den’entoshi-Linie und nutzt dabei die inneren Gleise einer viergleisigen Viaduktstrecke, die unter anderem den Fluss Tama überquert. Westliche Endstation ist der Bahnhof Mizonokuchi.

## Züge
Das Zugangebot auf der Ōimachi-Linie ist sehr dicht. Tagsüber verkehren von Ōimachi in Richtung Mizonokuchi und umgekehrt jede Stunde 14 Züge, während der Hauptverkehrszeit 17 bis 20 Züge. Dabei wird zwischen drei Zuggattungen unterschieden:
- Die Kyūkō (急行, engl. Express) sind vier- bis sechsmal stündlich verkehrende Eilzüge, die nur an jenen Bahnhöfen halten, wo zu anderen Tōkyū-Linien umgestiegen werden kann (Hatanodai, Ōokayama, Jiyūgaoka und Futako-Tamagawa).
- „Grüne“ Nahverkehrszüge verkehren ganztags und halten an allen Zwischenstationen.
- „Blaue“ Nahverkehrszüge sind von 10:30 Uhr bis 17 Uhr sowie ab 21:30 Uhr im Einsatz. Zwischen Ōimachi und Futako-Tamagawa halten sie ebenfalls an allen Bahnhöfen, hingegen lassen sie auf dem gemeinsam mit der Den’entoshi-Linie genutzten Abschnitt die Bahnhöfe Futako-Shinchi und Takatsu aus.

## Bilder

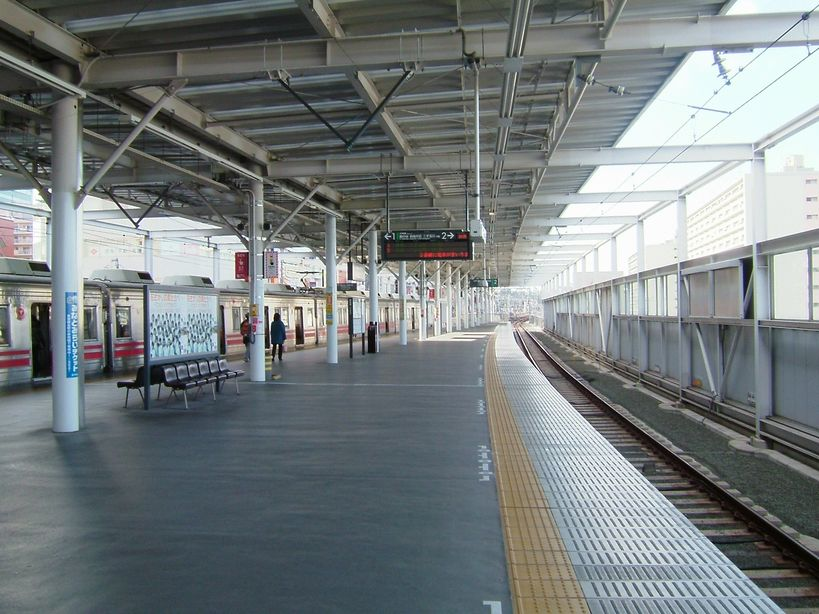
Bahnhof Ōimachi
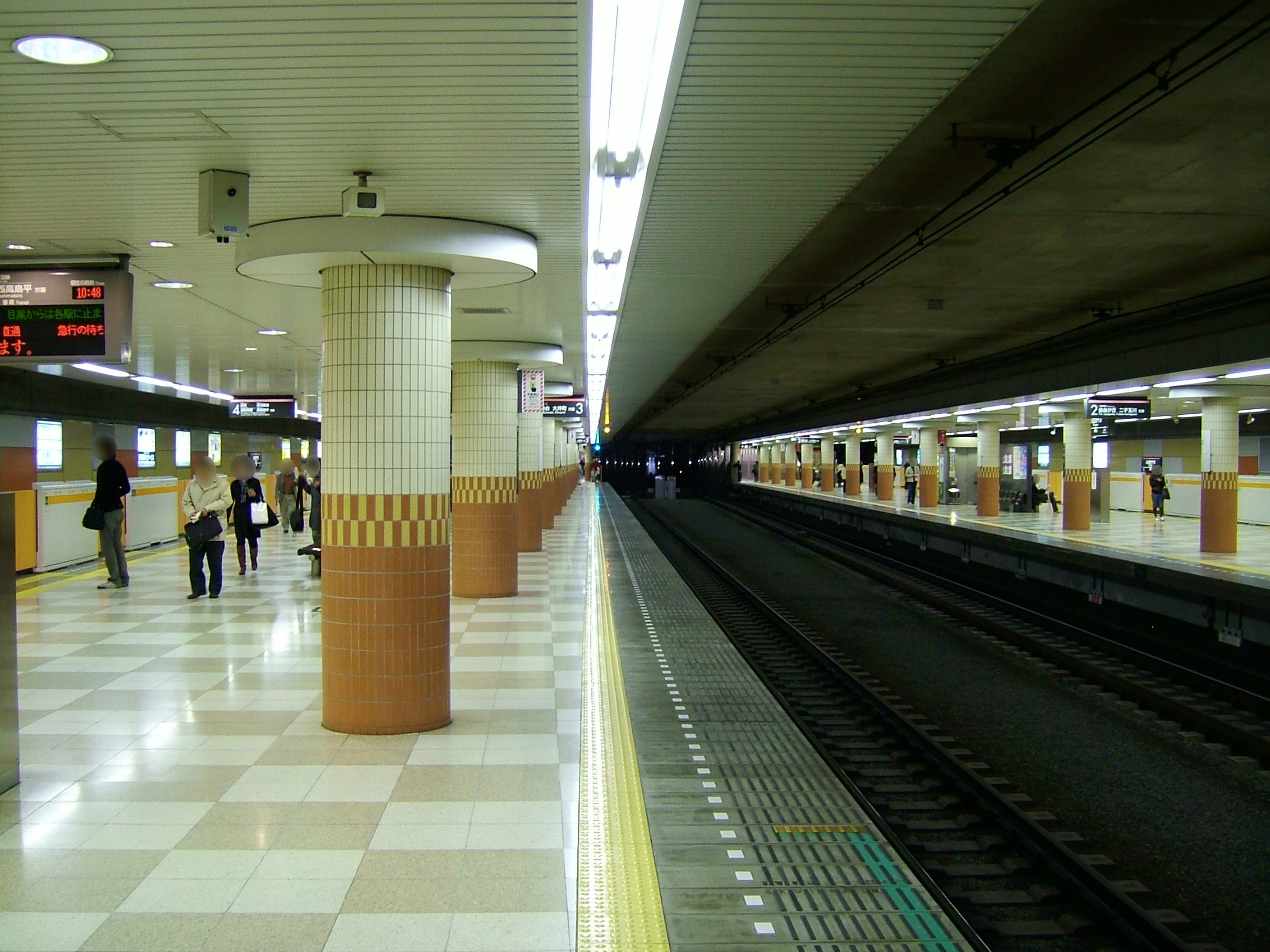
Bahnhof Ōokayama
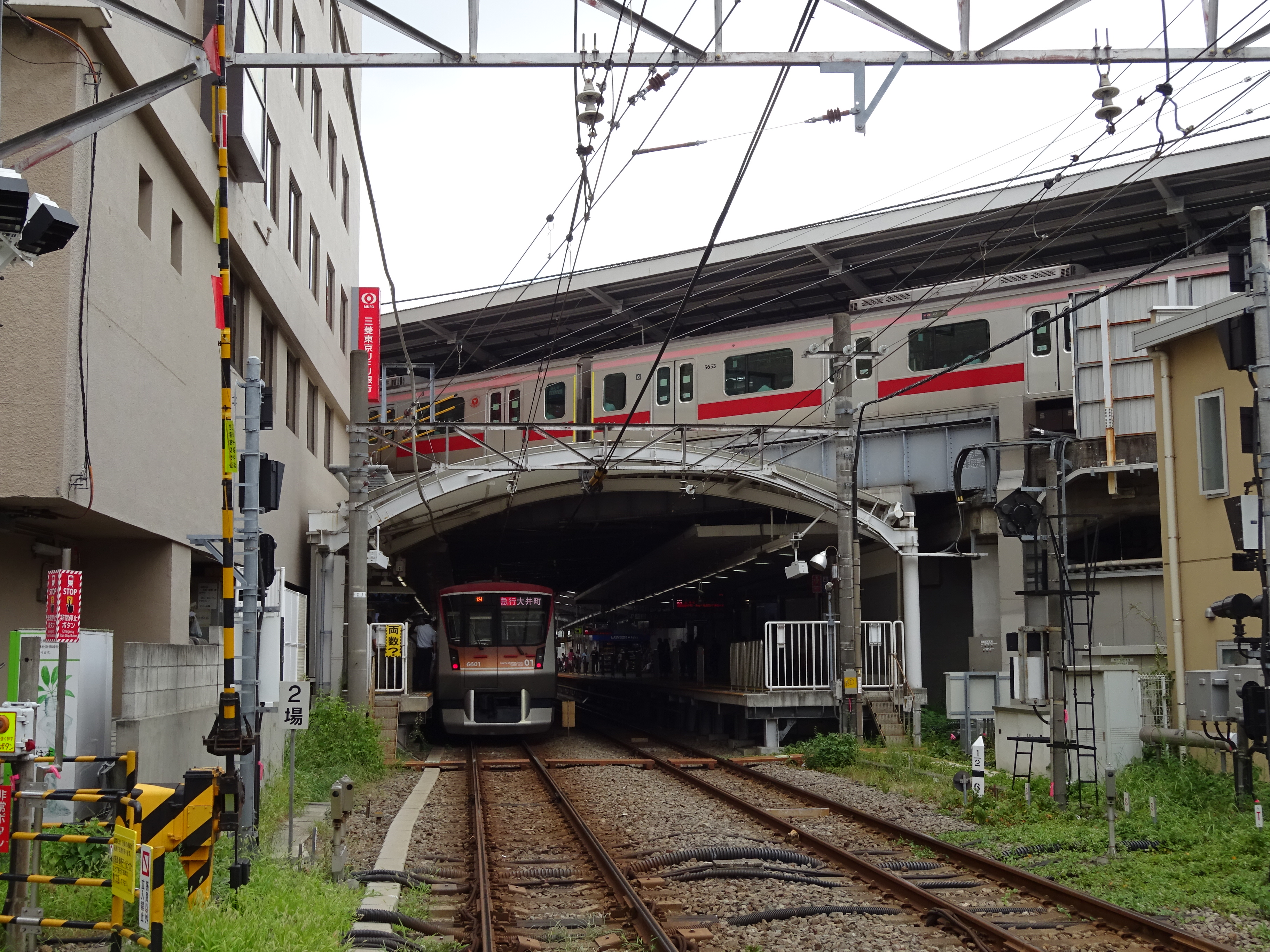
Bahnhof Jiyūgaoka
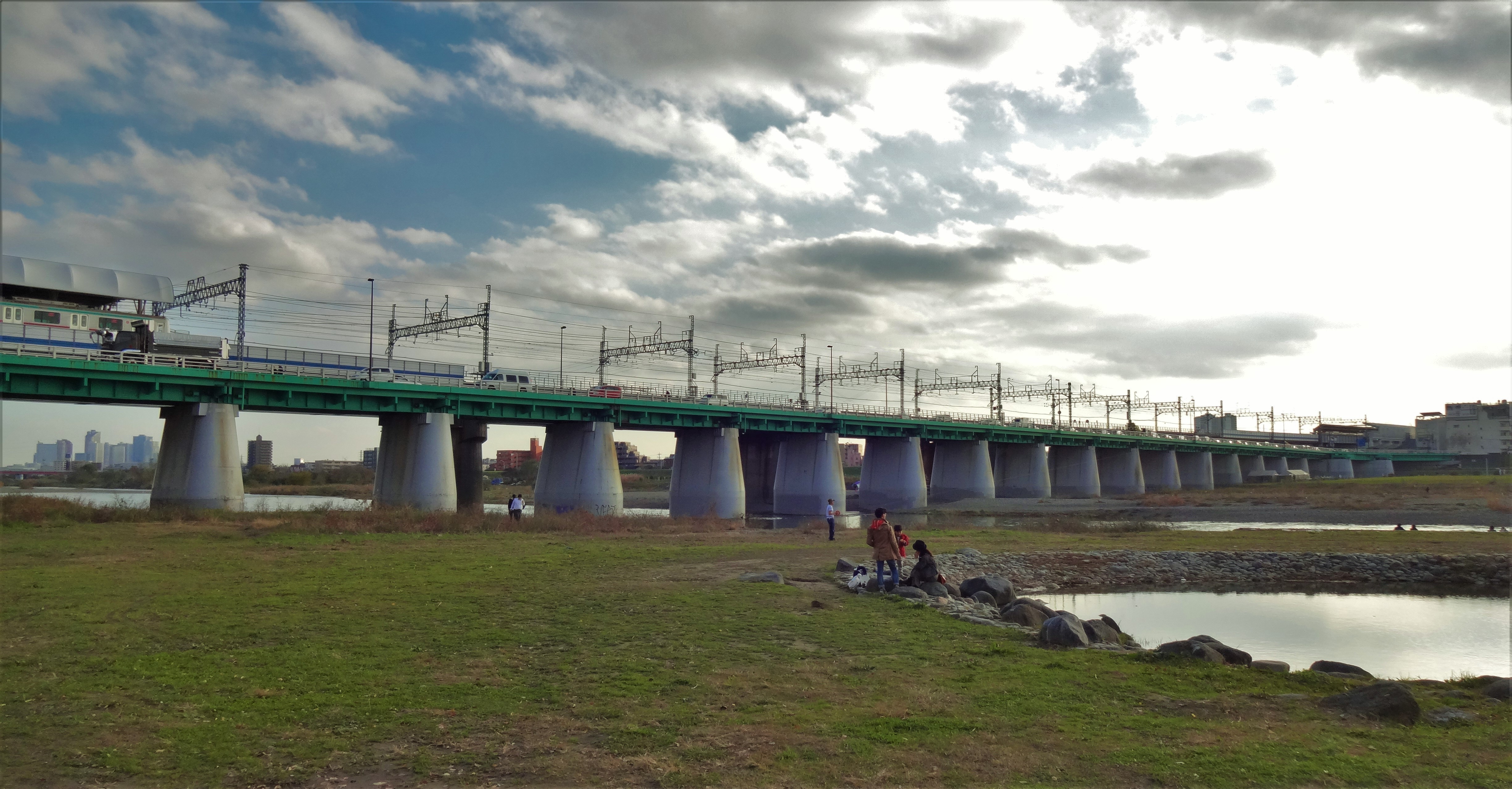
Brücke über den Tama

## Geschichte
Die Bahngesellschaft Meguro Kamata Dentetsu eröffnete am 6. Juli 1927 nach elfmonatiger Bauzeit den ersten Abschnitt der Ōimachi-Linie zwischen den Bahnhöfen Ōokayama und Ōimachi (4,8 km). Sie verband ihre seit vier Jahren bestehende Hauptstrecke (die heutige Tōkyū Meguro-Linie) mit dem Netz der Staatsbahn. Am 1. November 1929 ging die provisorische Futako-Tamagawa-Linie in Betrieb, die von Jiyūgaoka nach Futako-Tamagawa führte (4,1 km). Mit der Eröffnung des noch fehlenden, dazwischen liegenden Teilstücks von Jiyūgaoka nach Ōokayama (1,5 km) war die Ōimachi-Linie am 25. Dezember 1929 vorerst fertiggestellt. Am 1. Oktober 1939 ging die Meguro Kamata Dentetsu in der Tōkyō Yokohama Dentetsu (heutige Tōkyū Dentetsu) auf.
Seit dem 15. Juli 1927 verkehrte zwischen Futako-Tamagawa und Mizonokuchi die Tamagawa-Linie, eine Straßenbahn der Tamagawa Denki Tetsudō (kurz Tamaden) mit einer Spurweite von 1372 mm. Nachdem die Tōkyō Yokohama Dentetsu seit 1934 das Management gestellt hatte, übernahm sie die Tamaden am 1. April 1938 ganz. Auf Wunsch der Kaiserlich Japanischen Armee, die während des Pazifikkriegs größere Transportkapazitäten zu ihren in der Gegend befindlichen Ausbildungsbasen benötigte, wurde dieser zwei Kilometer lange Abschnitt am 1. Juli 1943 zu einer kapspurigen Eisenbahnstrecke umgespurt und daraufhin als Teil der Ōimachi-Linie betrieben. Am 15. Januar 1958 wurde die Fahrdrahtspannung von bisher 600 V auf die im übrigen Tōkyū-Streckennetz üblichen 1500 V erhöht.
Vom 11. Oktober 1963 bis 12. August 1979 verschwand der Name Ōimachi-Linie vorübergehend und die Strecke bildete in der Zwischenzeit einen Teil der Tōkyū Den’entoshi-Linie. Nach der Verknüpfung des westlichen Teils der Den’entoshi-Linie mit der Neubaustrecke in Richtung Shibuya führte die Tōkyū Dentetsu die Ōimachi-Linie wieder ein, beschränkte sie aber auf den Abschnitt zwischen Ōimachi und Futako-Tamagawa. Über die Jahrzehnte entstand allmählich wieder das Bedürfnis, die Ōimachi-Linie wieder zur ursprünglichen westlichen Endstation verkehren zu lassen. Da die Kapazität des Abschnitts westlich von Futako-Tamagawa dafür nicht ausreichte, musste dieser auf vier Gleise ausgebaut werden. Am 11. Juli 2009 war der Ausbau abgeschlossen und die Züge der Ōimachi-Linie verkehren seither erneut bis nach Mizonokuchi.

## Liste der Bahnhöfe
Ky = Kyūkō (Express)
| Name   | Name                       | km   | Ky | Anschlusslinien                                                  | Lage   | Ort                  | Präfektur |
| ------ | -------------------------- | ---- | -- | ---------------------------------------------------------------- | ------ | -------------------- | --------- |
| OM01   | Ōimachi (大井町)           | 00,0 | ●  | Keihin-Tōhoku-Linie Rinkai-Linie                                 | Koord. | Shinagawa, Tokio     | Tokio     |
| OM02   | Shimo-Shinmei (下神明)     | 00,8 | ǀ  |                                                                  | Koord. | Shinagawa, Tokio     | Tokio     |
| OM03   | Togoshi-kōen (戸越公園)    | 01,5 | ǀ  |                                                                  | Koord. | Shinagawa, Tokio     | Tokio     |
| OM04   | Nakanobu (中延)            | 02,1 | ǀ  | Asakusa-Linie                                                    | Koord. | Shinagawa, Tokio     | Tokio     |
| OM05   | Ebaramachi (荏原町)        | 02,7 | ǀ  |                                                                  | Koord. | Shinagawa, Tokio     | Tokio     |
| OM06   | Hatanodai (旗の台)         | 03,2 | ●  | Tōkyū Ikegami-Linie                                              | Koord. | Shinagawa, Tokio     | Tokio     |
| OM07   | Kita-Senzoku (北千束)      | 04,0 | ǀ  |                                                                  | Koord. | Ōta, Tokio           | Tokio     |
| OM08   | Ōokayama (大岡山)          | 04,8 | ●  | Tōkyū Meguro-Linie                                               | Koord. | Meguro, Tokio        | Tokio     |
| OM09   | Midorigaoka (緑が丘)       | 05,3 | ǀ  |                                                                  | Koord. | Meguro, Tokio        | Tokio     |
| OM10   | Jiyūgaoka (自由が丘)       | 06,3 | ●  | Tōkyū Tōyoko-Linie                                               | Koord. | Meguro, Tokio        | Tokio     |
| OM11   | Kuhombutsu (九品仏)        | 07,1 | ǀ  |                                                                  | Koord. | Setagaya, Tokio      | Tokio     |
| OM12   | Oyamadai (尾山台)          | 07,8 | ǀ  |                                                                  | Koord. | Setagaya, Tokio      | Tokio     |
| OM13   | Todoroki (等々力)          | 08,3 | ǀ  |                                                                  | Koord. | Setagaya, Tokio      | Tokio     |
| OM14   | Kaminoge (上野毛)          | 09,2 | ǀ  |                                                                  | Koord. | Setagaya, Tokio      | Tokio     |
| OM15   | Futako-Tamagawa (二子玉川) | 10,4 | ●  | Tōkyū Den’entoshi-Linie                                          | Koord. | Setagaya, Tokio      | Tokio     |
| (DT08) | Futako-Shinchi (二子新地)  | 11,1 | ǀ  |                                                                  | Koord. | Takatsu-ku, Kawasaki | Kanagawa  |
| (DT09) | Takatsu (高津)             | 11,7 | ǀ  |                                                                  | Koord. | Takatsu-ku, Kawasaki | Kanagawa  |
| OM16   | Mizonokuchi (溝の口)       | 12,4 | ●  | Tōkyū Den’entoshi-Linie im Bhf. Musashi-Mizonokuchi: Nambu-Linie | Koord. | Takatsu-ku, Kawasaki | Kanagawa  |